# Bisbat antic de Londres

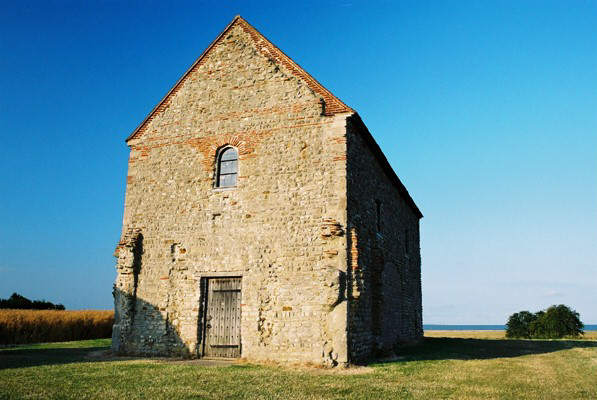
L'antiga catedral monàstica de Ythanceaster (Othona), avui anomenada Saint Peter-on-the-Wall, construïda per sant Cedda, restaurada el 1920.

El bisbat de Londres (anglès: Diocese of London; llatí: Dioecesis Londoniensis) és una seu suprimida de l'Església catòlica a Anglaterra.

## Territori
La diòcesi es trobava situada al sud d'Anglaterra, i comprenia l'antic Regne d'Essex.
La seu episcopal era la ciutat de Londres, on es trobava la catedral de Sant Pau.

## Història
Londinum (nom llatí de Londres) ja era seu episcopal en època romana. L'únic bisbe documentat d'aquest període és Restitut, pesent el 314 al concili d'Arle, a França. La tradició dona d'altres noms episcopals, encara que no documentats.
L'arribada dels angles, dels saxons i dels juts cap a mitjans del segle v el final a l'estructura cristiana a tota l'illa. Va ser el papa Gregori Magne a finals del segle vi qui envià un grup de missioners encapçalats pel benedictí, Agustí de Canterbury, per tal d'evangelitzar els nous pobles que es trobaven a les illes britàniques.
Després de l'evangelització del regne de Kent i de la conversió del seu rei Etelbert (Pasqua de 601), Agustí rebé l'orde d'instal·lar la seva seu a Londres, que segons la visió del papa Gregori havia de tenir una seu metropolitana. Però el trasllat a l'antiga seu de Londium era impossible, car la ciutat formava part d'un altre regne anglosaxó, el Regne d'Essex, el rei del qual encara era pagà. Agustí, per tant, elevà a la dignitat metropolitana la seu de la capital de Kent, Canterbury.
Un nebot d'Etelbert regnava a Essex. Aquest afavorí la introducció del cristianisme al seu regne, i el 604 s'erigí la segona diòcesi anglosaxona, la de Londres, confiada a un deixeble i company de missió d'Agustí, Melitó, qui construí sobre les restes del for romà la catedral de Sant Pau. En morir el rei hi hagué un retorn al paganisme, que posà en dificultats la missió i la mateixa diòcesi londinenca, i el mateix bisbe Melitó hagué de refugiar-se a la Gàl·lia.
Cap el 654 el nou rei Signert es va fer batejar per l'abat-bisbe de Lindisfarn, Finan. A partir d'aquest moment la missió del Regne d'Essex pogué consolidar-se, amb l'arribada del nou bisbe Cedda, el qual, sobre les restes de l'antic assentament romà d'Othona, construí un monestir anomenat en anglosaxó Ythanceaster, instal·lant-hi la seva seu episcopal.
La diòcesi de Londres tenia originàriament jurisdicció sobre tot el Regne d'Essex, i formava part de la província eclesiàstica de l'arquebisbat de Canterbury.
El darrer bisbe, Edmund Bonner, va ser destituït de la seva seu l'1 d'abril de 1549; va ser restaurat a la seva seu londinenca per la reina Maria el 5 de setembre de 1553, i finalment va ser empresonat el 30 de maig de 1559 i morí a la presó deu anys després. Segons el punt de vista catòlic, amb la seva mort s'interromp la successió apostòlica.

## Cronologia episcopal

### Bisbes brito-romans de Londinum
- Theanus †
- Eluanus †
- Cadar †
- Obinus †
- Conanus †
- Palladius †
- Stephanus †
- Iltutus †
- Theodwinus †
- Theodredus †
- Hilarius †
- Restitutus † (citat el 314)
- Guitelinus †
- Fastidius †
- Wodinus †
- Theonus †

### Bisbes de Londres
- Sant Melitó † (604 - 24 d'abril de 624 mort)
  - Sede vacante (624 - 656)
- Sant Cedda † (vers 656 - 26 d'octubre de 664 mort)
- Wine † (666 - 674 mort)
- Sant Earconwald † (674 consagrat - 30 d'abril de 693 mort)
- Waldhere † (693 - ?)
- Ingwald † (abans del 731 - 744 o 745 mort)
- Ecgwulf † (citat el 747)
- Wigheah † (citat el 754)
- Eadberht †
- Eadgar † (citat el 789)
- Coenwealh †
- Eadbald †
- Heathoberht † (? - vers 802 mort)
- Osmund † (803 - abans del 816 mort)
- Aethelnoth † (citat el 816)
- Ceolberht † (abans del 830 - ?)
- Deorwulf †
- Swithwulf † (vers 861 - ?)
- Heahstan † (? - vers 898 mort)
- Wulfsige † (903 - 904)
- Aethelweard †
- Ealhstan † (després del 926 - ?)
- Theodred † (938 - 955)
- Wulstan †
- Brihthelm † (? - 958 mort)
- Dunstan † (958 - 959 nomenat arquebisbe de Canterbury)
- Oelfstan † (960 - 996)
- Wulfstan † (996 consagrat - 1002)
- Aelfhun † (citat el 1012)
- Aelfwig † (després del 1015 - abans del 1035 mort)
- Aelfweard † (? - 25 de juliol de 1044 mort)
- Robert of Jumièges † (1044 consagrat - 1051 nomenat arquebisbe de Canterbury)
- William the Norman † (1051 consagrat - 1075 mort)
- Hugh d'Orevalle † (1075 - 12 de gener de 1085 mort)
- Maurice † (1085 - 26 de setembre de 1107 mort)
- Richard de Beaumis I † (26 de juliol de 1108 consagrat - 16 de gener de 1128 mort)
- Gilbert Universalis † (22 de gener de 1128 consagrat - 10 d'agost de 1134 mort)
  - Sede vacante (1134 - 1141)
- Robert de Sigello † (1141 consagrat - 1150 mort)
- Richard de Beaumis II † (28 de setembre de 1152 consagrat - 4 de maig de 1162 mort)
- Gilbert Foliot † (24 de març de 1163 - 18 de febrer de 1188 mort)
- Richard FitzNeal † (31 de desembre de 1189 consagrat - 10 de setembre de 1198 mort)
- William of Saint Mère Eglise † (23 de maig de 1199 - 25 de gener de 1221 renuncià)
- Eustace of Fauconberg † (25 d'abril de 1221 consagrat - 31 d'octubre de 1228 mort)
- Roger Niger † (10 de juny de 1229 consagrat - 29 de setembre de 1241 mort)
- Fulk Basset † (16 de desembre de 1243 - 20 de maig de 1259 mort)
- Henry Wingham † (15 de febrer de 1260 consagrat - 13 de juliol de 1262 mort)
- Henry of Sandwich † (27 de maig de 1263 consagrat - 12 de setembre de 1273 mort)
- John Chishull † (29 d'abril de 1274 consagrat - 8 de febrer de 1280 mort)
- Richard Gravesend † (11 d'agost de 1280 consagrat - 9 de desembre de 1303 mort)
- Ralph Baldock † (1º de febrer de 1306 - 24 de juliol de 1313 mort)
- Gilbert Segrave † (25 de novembre de 1313 consagrat - 18 de desembre de 1316 mort)
- Richard Newport † (15 de maig de 1317 consagrat - 24 d'agost de 1318 mort)
- Stephen Gravesend † (14 de gener de 1319 consagrat - 8 d'abril de 1338 mort)
- Richard Bintworth † (12 de juliol de 1338 consagrat - 8 de desembre de 1339 mort)
- Ralph Stratford † (12 de març de 1340 consagrat - 7 d'abril de 1354 mort)
- Michael Northburgh † (7 de maig de 1354 - 9 de setembre de 1361 mort)
- Simon Sudbury † (22 d'octubre de 1361 - 4 de maig de 1375 nomenat arquebisbe de Canterbury)
- William Courtenay † (12 de setembre de 1375 - 9 de setembre de 1381 nomenat arquebisbe de Canterbury)
- Robert Braybrooke † (5 de gener de 1382 - 28 d'agost de 1404 mort)
- Roger Walden † (10 de desembre de 1404 - 6 de gener de 1406 mort)
- Nicholas de Bubwith † (14 de maig de 1406 - 22 de juny de 1407 nomenat bisbe de Salisbury)
- Richard de Clifford † (27 de juny de 1407 - 20 d'agost de 1421 mort)
- John Kemp † (17 de novembre de 1421 - 20 de juliol de 1425 nomenat arquebisbe de York)
- William Grey † (30 de juliol de 1425 - 30 d'abril de 1431 nomenat bisbe de Lincoln)
- Robert FitzHugh † (30 d'abril de 1431 - 15 de gener de 1436 mort)
- Robert Gilbert † (21 de maig de 1436 - 22 de juny de 1448 mort)
- Thomas Kempe † (26 d'agost de 1448 - 28 de març de 1489 mort)
- Richard Hill † (21 d'agost de 1489 - 20 de febrer de 1496 mort)
- Thomas Savage † (3 d'agost de 1496 - 18 de gener de 1501 nomenat arquebisbe de York)
- William Warham † (20 d'octubre de 1501 - 29 de novembre de 1503 nomenat arquebisbe de Canterbury)
- William Barons † (2 d'agost de 1504 - 10 d'octubre de 1505 mort)
- Richard FitzJames † (5 de juny de 1506 - 15 de gener de 1522 mort)
- Cuthbert Tunstall † (10 de setembre de 1522 - 21 de febrer de 1530 nomenat bisbe de Durham)
- John Stokesley † (28 de març de 1530 - 8 de setembre de 1539 mort)
- Edmund Bonner † (4 d'abril de 1540 - 5 de setembre de 1569 mort)